# Mata-redona
Mata-redona  és una muntanya de 618 metres que es troba a la Serra del Montsià.

## Particularitats
Administrativament la zona d'aquesta muntanya es troba entre els municipis d'Amposta i de Freginals, a la comarca del Montsià.